# Арчовый дубонос
Арчовый дубонос, или арчовый горный дубонос (лат. Mycerobas carnipes), — вид воробьиных птиц из рода горные дубоносы семейства вьюрковых (Fringillidae).

## Описание
Крупная птица с яркой окраской и мощным клювом. Размером со скворца, но с более длинным хвостом и низкой посадкой. У самца голова, грудь, плечевые и передняя часть спины аспидно-чёрные. Длина тела 22—24 см. Самцы — крыло 115—125 мм, хвост 90—103 мм, цевка 23—27 мм, клюв 15—18,6 мм. Спина, бока, надхвостье, брюшко и подхвостье зеленовато-жёлтого окраса. Маховые и рулевые перья чёрные. Первостепенные маховые перья имеют узкие светлые каёмки на наружном опахале и белые пятна у основания внешних опахал, образующими «зеркальце». Верхние кроющие перья крыла чёрного цвета, большие верхние кроющие с беловато-желтоватыми вершинами, которые образуют поперечную полоску на крыле. Ноги бурого цвета, когти тёмно-бурого цвета, клюв чёрного окраса с более светлым подклювьем. У самки передняя тела часть аспидно- или буровато-серая. Спина имеет зеленоватый оттенок. Брюшко серого цвета, бока и подхвостье серовато-зеленовато-жёлтые. Рулевые чёрные с узкими зеленоватыми каймами.

## Распространение
Афганистан, Бутан, Индия, Иран, Казахстан, Кыргызстан, Китай, Мьянма, Непал, Пакистан, Таджикистан, Туркменистан и Узбекистан.
В Казахстане гнездится в Тянь-Шане (в Угамском хребте, Таласском, Киргизском, 3аилийском и Кунгей Алатау, Кетмене) и Джунгарском Алатау. Н. П. Малковым и С. В. Долговых в 1995 году отмечен на Русском Алтае.

## Биология
Оседло живущая птица. Встречается в арчовых лесах и кустарниках, в светлых арчово-еловых лесах на высотах до 1900-3000 метров над уровнем моря. На кочёвках и зимовке посещает нижние пояса гор и ксерофитные горы. Статус популяции не вызывает опасений у специалистов.
Гнездятся отдельными парами, на удалении не менее 100—150 м друг от друга. Гнездо сооружает самка (самец при этом только сопровождает её) на деревьях на высоте 0,4—17 м от поверхности земли. Материалом для гнезда служат тонкие веточки, стебли травы и кусочки мха, лоток выстилается арчовым лубом. В кладке 2—5 яиц. Откладывание яиц самкой происходит с конца марта до начала сентября, главным образом, с середины мая до конца июля. Повторное гнездование в случае потери первой кладки является обычным, но некоторые пары успевают вырастить два выводка за год. Оба родителя насиживают кладку на протяжении 14-16 дней, а затем выкармливают птенцов, которые оперяются в возрасте 20 дней. Кочевки на более низкие высоты происходят в стаях по 10—20 птиц и начинаются в ноябре. Весной последние птицы наблюдаются в предгорьях в начале апреля.